# Клайд (Нью-Йорк)
Клайд (англ. Clyde) — селище (англ. village) в США, в окрузі Вейн штату Нью-Йорк. Населення — 2171 особа (2020).

## Географія
Клайд розташований за координатами 43°5′3″ пн. ш. 76°52′13″ зх. д. / 43.08417° пн. ш. 76.87028° зх. д. (43.084154, -76.870408).  За даними Бюро перепису населення США в 2010 році селище мало площу 5,85 км², з яких 5,69 км² — суходіл та 0,15 км² — водойми.

## Демографія
Згідно з переписом 2010 року, у селищі мешкали 2093 особи в 798 домогосподарствах у складі 545 родин. Густота населення становила 358 осіб/км².  Було 910 помешкань (156/км²).
Расовий склад населення:
| - 90,2 % — білих - 4,5 % — чорних або афроамериканців - 0,5 % — азіатів - 0,2 % — корінних американців |

До двох чи більше рас належало 4,1 %. Частка іспаномовних становила 4,0 % від усіх жителів.
За віковим діапазоном населення розподілялося таким чином: 26,9 % — особи молодші 18 років, 59,1 % — особи у віці 18—64 років, 14,0 % — особи у віці 65 років та старші. Медіана віку мешканця становила 37,1 року. На 100 осіб жіночої статі у селищі припадало 94,7 чоловіків;  на 100 жінок у віці від 18 років та старших — 90,4 чоловіків також старших 18 років.
Середній дохід на одне домашнє господарство  становив 55 268 доларів США (медіана — 43 400), а середній дохід на одну сім'ю — 60 890 доларів (медіана — 50 000). Медіана доходів становила 38 500 доларів для чоловіків та 35 938 доларів для жінок. За межею бідності перебувало 19,1 % осіб, у тому числі 25,0 % дітей у віці до 18 років та 15,2 % осіб у віці 65 років та старших.
Цивільне працевлаштоване населення становило 787 осіб. Основні галузі зайнятості: освіта, охорона здоров'я та соціальна допомога — 28,3 %, виробництво — 16,9 %, роздрібна торгівля — 16,0 %.